# Nana (film, 1934)
Pour les articles homonymes, voir Nana.
Pour plus de détails, voir Fiche technique et Distribution.
Nana est un film américain réalisé par Dorothy Arzner et George Fitzmaurice, sorti en 1934.
Avec cette adaptation du roman d'Émile Zola, Nana, le producteur Samuel Goldwyn voulait lancer la carrière américaine de l'actrice russe Anna Sten, mais le film n'a pas eu le succès escompté.

## Synopsis
Nana est la coqueluche du théâtre de Paris de la Belle Époque. Elle attire beaucoup d'hommes, mais a un faible pour un officier.

## Fiche technique
- Réalisation : Dorothy Arzner et George Fitzmaurice
- Scénario : Harry Wagstaff Gribble[2], Willard Mack d'après le roman éponyme d'Émile Zola
- Image : Gregg Toland
- Musique : Alfred Newman
- Direction artistique : Richard Day
- Costumes : Adrian, Travis Banton et John W. Harkrider
- Montage : Frank Lawrence[3]
- Production : Samuel Goldwyn
- Sociétés de production : The Samuel Goldwyn Company
- Distribution : United Artists
- Lieu de tournage : Samuel Goldwyn Studios, Hollywood, Californie
- Pays de production : États-Unis
- Langue : anglais
- Genre : Drame
- Format : Noir et blanc - 35 mm - 1,37:1 - Son : Western Electric Sound System
- Durée : 90 minutes
- Dates de sortie : 
  - États-Unis : 1er février 1934 (New York)
  - France : 27 avril 1934

## Distribution
- Anna Sten (VF : Régine Raisay) : Nana
- Lionel Atwill : le colonel André Muffat
- Richard Bennett : Gaston Greiner
- Mae Clarke : Satin
- Phillips Holmes : le lieutenant George Muffat
- Muriel Kirkland : Mimi
- Reginald Owen : Bordenave
- Helen Freeman : Sabine Muffat
- Lawrence Grant : le grand duc Alexis
- Jessie Ralph : Zoe
- Ferdinand Gottschalk : Finot
- Lucille Ball : une danseuse
- Barry Norton : le lieutenant Louis